# Thor Agena A
Thor Agena A – dwuczłonowa amerykańska rakieta nośna wykorzystywana przez Siły Powietrzne Stanów Zjednoczonych. Była używana wyłącznie do wystrzeliwania tajnych satelitów wywiadowczych Discoverer (z numerami od 0 do 15) projektu CORONA.

## Chronologia
1. 21 stycznia 1959, ? GMT; s/n 160; miejsce startu: Vandenberg (LC 75-3-4), USA
Ładunek: Discoverer 0; Uwagi: start nieudany – przypadkowe odpalenie silników pomocniczych członu Agena A w trakcie testów przedstartowych.
2. 28 lutego 1959, 21:49:16 GMT; s/n 163-1022; miejsce startu: Vandenberg (LC 75-3-4), USA
Ładunek: Discoverer 1; Uwagi: start udany
3. 13 kwietnia 1959, 21:18:39 GMT; s/n 170-1018; miejsce startu: Vandenberg (LC 75-3-4), USA
Ładunek: Discoverer 2; Uwagi: start udany
4. 3 czerwca 1959, 20:09:20 GMT; s/n 174-1020; miejsce startu: Vandenberg (LC 75-3-4), USA
Ładunek: Discoverer 3; Uwagi: start nieudany – brak sygnału telemetrii po zapłonie członu Agena A
5. 25 czerwca 1959, 22:47:45 GMT; s/n 179-1023; miejsce startu: Vandenberg (LC 75-3-5), USA
Ładunek: Discoverer 4; Uwagi: start nieudany – człon Agena A wytworzył za mały ciąg
6. 13 sierpnia 1959, 19:00:08 GMT; s/n 192-1029; miejsce startu: Vandenberg (LC 75-3-4), USA
Ładunek: Discoverer 5; Uwagi: start udany
7. 19 sierpnia 1959, 19:24:44 GMT; s/n 200-1028; miejsce startu: Vandenberg (LC 75-3-5), USA
Ładunek: Discoverer 6; Uwagi: start udany
8. 7 listopada 1959, 20:28:41 GMT; s/n 206-1051; miejsce startu: Vandenberg (LC 75-3-4), USA
Ładunek: Discoverer 7; Uwagi: start udany
9. 20 listopada 1959, 19:25:24 GMT; s/n 212-1050; miejsce startu: Vandenberg (LC 75-3-5), USA
Ładunek: Discoverer 8; Uwagi: start udany
10. 4 lutego 1960, 18:51:45 GMT; s/n 218-1052; miejsce startu: Vandenberg (LC 75-3-4), USA
Ładunek: Discoverer 9; Uwagi: start nieudany
11. 19 lutego 1960, 20:15:14 GMT; s/n 223-1054; miejsce startu: Vandenberg (LC 75-3-5), USA
Ładunek: Discoverer 10; Uwagi: start nieudany – błąd systemu sterowania członem Thor DM-19. Zniszczenie rakiety w 56 sekundzie lotu na wysokości 6 km.
12. 15 kwietnia 1960, 20:30:37 GMT; s/n 234-1055; miejsce startu: Vandenberg (LC 75-3-5), USA
Ładunek: Discoverer 11; Uwagi: start udany
13. 29 czerwca 1960, 22:00:44 GMT; s/n 160-1053; miejsce startu: Vandenberg (LC 75-3-4), USA
Ładunek: Discoverer 12; Uwagi: start nieudany
14. 10 sierpnia 1960, 20:37:54 GMT; s/n 231-1057; miejsce startu: Vandenberg (LC 75-3-5), USA
Ładunek: Discoverer 13; Uwagi: start udany
15. 18 sierpnia 1960, 19:57:08 GMT; s/n 237-1056; miejsce startu: Vandenberg (LC 75-3-4), USA
Ładunek: Discoverer 14; Uwagi: start udany
16. 13 września 1960, 22:14 GMT; s/n 246-1058; miejsce startu: Vandenberg (LC 75-3-5), USA
Ładunek: Discoverer 15; Uwagi: start udany